# Anna Maria Elvia
Anna Maria Elvia, född 20 februari 1713, död 8 maj 1784, var en svensk författare och kulturpersonlighet som under sin samtid var känd för sin lärdom och "vitterhet". 
Hon var dotter till professor Petrus Elvius och syster till matematikern Per Elvius den yngre och gift 1757 med professor Mårten Strömer. Hon ägde Gottsunda och upprättade epitafiet i Uppsaladomen över bror och föräldrar. Hon har skildrats av G. G. Reuterholm 1752, och av Ferner i åminnelsetalet över Strömer. 
Elvia hade bred kunskap inom flera språk – bland annat latin – matematik och astronomi, och beräknas vid sidan av Hedvig Charlotta Nordenflycht den enda författare av sitt kön under frihetstiden som kunde latin. Liksom Nordenflycht tillhörde hon också en av få kvinnliga författare i Sverige under samtiden som talade om intelligens som en kvinnas plikt: 
"Wårt kön bör vänja sig dertil: Det är, at lära och at tänka." (1750)
I hyllningsdikten till henne som hölls i ett tal av Jonas Lindeblad vid hennes makens begravning 1770 jämfördes hon med Anne Dacier och det påpekades att hon var känd för sin bildning men enbart för att hon inte kunde dölja den och trots att hon försökte hålla sig i bakgrunden; Ann Öhrberg tolkar detta som ett sätt att ursäkta den ovanligt höga bildning som ansågs olämplig för en kvinna. 
Hennes porträtt finns i Stockholms observatorium, Saltsjöbaden. 
Verk
1. Fägnerim, Då Herr Prosten Kolmodin sin Bibliska Qwino-Spegels Andra Del af Trycket utgaf, i Olof Kolmodin den äldre, Biblisk Qwinno-Spegel, 2, Stockholm, 1750
2. Eva Maria Anckarcrona, g. Ferber, begravningsdikt, 4:o, 1760.